# Jakob Ferdinand Reuter
Jakob Ferdinand Reuter (* 22. Dezember 1888 in Wiesbaden; † 29. Juni 1940) war ein hessischer Politiker (SPD) und ehemaliger Abgeordneter des Landtags des Volksstaates Hessen in der Weimarer Republik.
Jakob Ferdinand Reuter war der Sohn von Philipp Theodor Reuter und dessen Frau Catharine Elisabeth geborene Dankof. Er heiratete am 15. April 1911 in Spiesheim Karoline geborene Rathgeber. Jakob Ferdinand Reuter arbeitete als Spengler in Mainz. Politisch war er als Stadtverordneter in Mainz und von 1924 bis 1931 als Landtagsabgeordneter tätig.